# Krzemińscy herbu Prus III

herb Prus III

Krzemińscy herbu Prus III – polski ród szlachecki, którego pochodzenie dotychczas nie zostało gruntownie zbadane.

## Historia
Zarówno Seweryn Uruski, jak i Adam Boniecki w swoich herbarzach odnotowali różne wzmianki na temat przedstawicieli rodu Krzemińskich, którzy w aktach grodzkich i ziemskich pojawili się już w połowie XVI w., jednak ani jeden, ani drugi nie wskazał wyraźnie na właściwe gniazdo tego rodu, podając jedynie, iż byli związani a to z Powiatem Piotrkowskim (1552), a to z Ziemią Przemyską (1610 i 1712), a to z Powiatem Opoczyńskim (1719), a to jeszcze nawet z Województwem Witebskim. Być może Krzemińscy wzięli jednak nazwisko od Krzemieńca w województwie ruskim (obecnie na terytorium Ukrainy), o którym wspomniał ten pierwszy.
W zaborze austriackim wylegitymowali się ze szlachectwa:
- Józef i Michał Krzemińscy w 1782 r. przed Halickim Sądem Grodzkim,
- Józef i Szczepan vel Stefan Krzemińscy w 1782 r. przed Halickim Sądem Grodzkim,
- Adam Krzemiński (nie podając jednakże herbu) w 1782 r. przed Lwowskim Sądem Grodzkim.

Z tych – za Bonieckim – Józef i Michał byli synami Andrzeja i Marianny Ilnickiej, zaś Józef i Stefan byli synami Antoniego i Marianny Drohomireckiej, a wszyscy – wnukami Michała Krzemińskiego i Anny z Soleckich, prawnukami zaś Franciszka Krzemińskiego i Wiktorii z Telatyckich.
W zaborze rosyjskim – według Uruskiego – przed Heroldią Królestwa Polskiego wylegitymowali się ze szlachectwa: Antoni, Piotr, Tytus i Władysława Krzemińscy jako dzieci Wojciecha i Marianny Sochackiej, wnukowie Jakuba, prawnukowie Mikołaja, a praprawnukowie Antoniego Krzemińskiego z Kremna.
Pochodzący z okolic Radomia bracia Władysław i Antoni Krzemińscy założyli w Łodzi przy ul. Piotrkowskiej 17 pierwsze w Polsce kino – Gabinet Iluzji, w grudniu 1899 r. Wykorzystywali w nim sprowadzony z Francji wynalazek braci Lumière zaledwie cztery lata po jego opatentowaniu. Obydwaj ostatecznie osiedli w Częstochowie i tam zmarli.
Od początku XVIII w. do II wojny światowej jedna z linii rodu Krzemińskich zamieszkiwała w powiecie tłumackim.